# Curvipennis
Curvipennis is een geslacht van rechtvleugeligen uit de familie veldsprinkhanen (Acrididae). De wetenschappelijke naam van dit geslacht is voor het eerst geldig gepubliceerd in 1984 door Huang.

## Soorten
Het geslacht Curvipennis omvat de volgende soorten:
- Curvipennis furculis Mao & Zheng, 1997
- Curvipennis wixiensis Huang, 1984